# Ford LTD (América do Norte)
Veja também Ford LTD (Austrália)
O Ford LTD foi um automóvel produzido pela Ford na América do Norte entre 1965 e 1986 e no Brasil a partir de 1969 até 1983.

## História
O Ford LTD foi fabricado pela Ford Motor do Brasil em 1969, como versão luxuosa do Galaxie 500. Era anunciado pela fábrica como "O carro menos vendido no Brasil", justamente por se tratar de um carro muito caro, luxuoso e exclusivo. Foi o primeiro carro a ser fabricado no país com câmbio automático "Ford-o-Matic". No ano seguinte o carro sofreu várias modificações que renderam elogios de Henry Ford II. Em 1971 é substituído pela versão ainda mais luxuosa: o LTD Landau. No final do ano de 1975, com a chegada da Série II da Linha Galaxie, a Ford resolve relançar a versão LTD, e o LTD Landau passa a ser denominado apenas Landau. A linha passa a ser classificada com a versão básica: Galaxie, a intermediária LTD, e a top de linha Landau. O LTD sobreviveu até 1981, com a queda de vendas causada pela crise do petróleo, pois a linha Galaxie era de veículos grandes e motores V8 nada econômicos. No ano seguinte o Landau também saía de linha. Já o Galaxie foi encerrado em 1979.